# Зихау
Зихау (нем. Sichau) — деревня в Германии, в земле Саксония-Анхальт. Входит в состав города Гарделеген района Зальцведель.
Население составляет 254 человека (на 31 декабря 2006 года). Занимает площадь 25,25 км².
До 31 декабря 2010 года Зихау имел статус общины. 1 января 2011 года вместе с рядом других населённых пунктов вошёл в состав города Гарделеген.

## Достопримечательности
Евангелическая церковь.